# Palthisomis
Palthisomis là một chi bướm đêm thuộc họ Erebidae.